# Lhotka (Prague)
Pour les articles homonymes, voir Lhotka.
Lhotka (en allemand Lhotka) est un quartier pragois situé dans le sud de la capitale tchèque, appartenant à l'arrondissement de Prague 4, d'une superficie de 104,6 hectares est un quartier de Prague. En 2018, la population était de 6 062 habitants.
La ville est devenue une partie de Prague en 1922.